# Ізби
І́зби (пол. Izby) — лемківське село в Польщі, у гміні Устя-Горлицьке Горлицького повіту Малопольського воєводства. Населення — 189 осіб (2011).

## Географія
Село розташоване в Низьких Бескидах, над річкою Біла, правою притокою річки Дунайця.

## Історія
Село закріпачене в 1549 році. Належало до маєтностей краківського римо-католицького єпископства з кінця XVI ст. Сусіднє село Білична закріпачене в 1595 році за волоським правом князем Іваном з Ізб від імені кардинала Радзивілла. Датованою в Кєльцах грамотою 20.11.1682 р. краківський Епископ Іоан Малаховський з Малахович надав ізбянському священику Даниілови млин в Ізбах — з усіма приналежностями. Метричні книги провадились від 1784 р. В селі була парохіяльна церква святого Луки, мурована в 1888 р., разом з дочірньою церквою святого Архангела Михаїла (мурованою в 1792 р.) в селі Білична належала до Грибівського деканату Перемиської єпархії, після виселення лемків забрана під костел.
У 1914 р. за москвофільство 6 жителів села заарештовано і вислано до Талергофу.
На 01.01.1939 тут було майже чисто лемківське населення: в селі Ізби з 720 жителів села — 680 лемків, 30 поляків (прикордонна охорона) і 10 євреїв, у селі Білична з 230 жителів села — 225 лемків і 5 євреїв.
В ході тилявської схизми усі жителі обох сіл на чолі зі священиком Дмитром Хиляком перейшли до Польської православної церкви і збудували дерев'яну церкву, яка була зруйнована в 1960-х роках. В 1947 р. в результаті операції Вісла всі лемки були депортовані на понімецькі землі. На місце лемків були поселені поляки з Підгалля і Сондеччини.
У 1975—1998 роках село належало до Новосондецького воєводства.

### Сучасність
Після виселення лемків село Білична ліквідовано, а його землі приєднано до села Ізби.

## Демографія
Демографічна структура станом на 31 березня 2011 року:
|          | Загалом | Допрацездатний вік | Працездатний вік | Постпрацездатний вік |
| -------- | ------- | ------------------ | ---------------- | -------------------- |
| Чоловіки | 97      | 36                 | 51               | 10                   |
| Жінки    | 92      | 26                 | 49               | 17                   |
| Разом    | 189     | 62                 | 100              | 27                   |

## Пам'ятки
Об'єкти, перераховані в реєстрі пам'яток Малопольського воєводства:
- Церква святого Архангела Михаїла збудована в 1792 р.
- Поряд збереглося кладовище, зараз недіюче.